# Iwetel
Iwetel és una llista de distribució, el principal fòrum electrònic sobre biblioteques i documentació que existeix en castellà. Aquest projecte va ser iniciat el novembre de l'any 1993 per l'equip de redacció de la revista El profesional de la información, abans anomenada IWE, que va néixer com una publicació sobre informació, documentació, biblioteques i tecnologies.
Durant els seus primers anys d'existència, aquesta llista era mantinguda per l'empresa SAREnet. Quan l'any 1997 fou migrada als servidors de RedRIS (Red Académica y de Investigación Española) ràpidament va convertir-se en el principal mitjà electrònic de comunicació per a professionals d'arreu del món de la informació i la documentació de parla hispana. Llavors, tot i no ser tan generalitzat l'ús de l'accés a Internet com ho és actualment, els membres de la llista van arribar als 2.000 usuaris. Avui en dia, Iwetel és un dels principals fòrums electrònics sobre biblioteques i documentació que existeix en castellà.